# René Taelman
René Taelman (Auderghem, 5 maggio 1945 – Bruxelles, 13 agosto 2019) è stato un allenatore di calcio e giornalista belga.

## Vita privata
È deceduto il 13 agosto 2019 per un cancro ai polmoni.

## Carriera
Dopo aver giocato a livello amatoriale ed aver praticato l'attività di giornalista sportivo, negli anni Settanta ha intrapreso la carriera di allenatore di calcio. Ha iniziato come tecnico delle giovanili dell'US Auderghem. Nel 1977 è divenuto tecnico del FC Saint-Michel. Nel 1980 è divenuto assistente di Georges Heylens all'Eendracht Aalst. Ha ricoperto tale ruolo anche al Sérésien fra il 1982 e il 1984. Nel 1984 il Sérésien lo ha promosso allenatore. Nel 1985 ha allenato il Kalamu. Nel 1987 ha allenato il Cercle Bruges. Fra il 1990 e il 1992 ha allenato l'Olympique Casablanca. Nel 1994 è stato tecnico dell'Africa Sports, per poi trasferirsi al Sion. Nel 1995 ha firmato un contratto con l'Al-Arabi, club kuwaitiano. Nel 1997 è stato tecnico dell'Al-Riffa. Nel 1998 è stato ingaggiato dal Kamsar. Nel 1999 è divenuto commissario tecnico della Nazionale burkinabé. Con la Nazionale burkinabé ha partecipato alla fase finale della Coppa d'Africa 2000. Terminata l'esperienza sulla panchina della Nazionale burkinabé, nella stagione 2000-2001 ha allenato l'Al Ittihad Alexandria. Nel 2001 è stato nominato commissario tecnico della Nazionale beninese. Ha allenato la selezione beninese fino al 2003, anno in cui è stato sostituito da Cecil Jones Attuquayefio. Nel 2003 ha firmato un contratto con l'Al-Olympic, club libico. Nell'agosto 2005 è divenuto tecnico del JS Kabylie. Nell'ottobre 2005 viene sostituito da Jean-Yves Chay. Nel 2006 ha allenato l'Al-Tahaddy. Ha concluso la sua lunga carriera nel 2009, dopo aver allenato per due anni l'Al-Akhdar.